# Pannotia

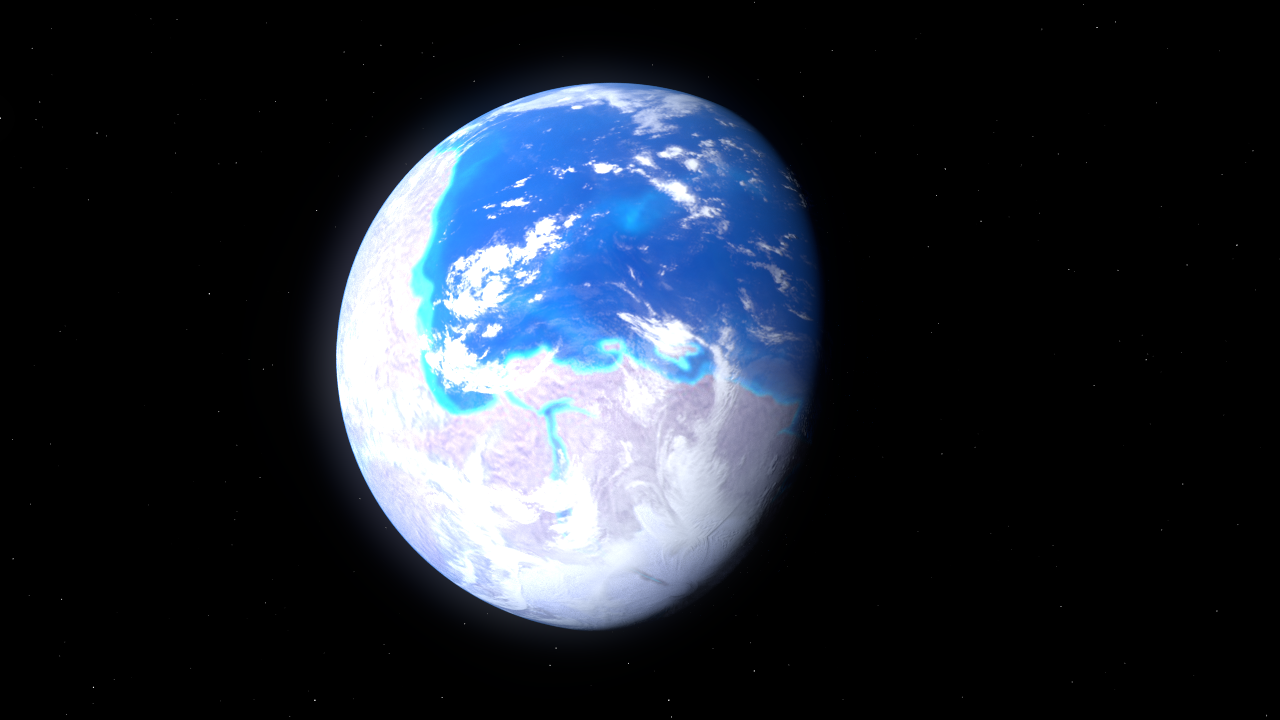
Künstlerische Darstellung der Erde 600 mya mit dem Superkontinent Pannotia

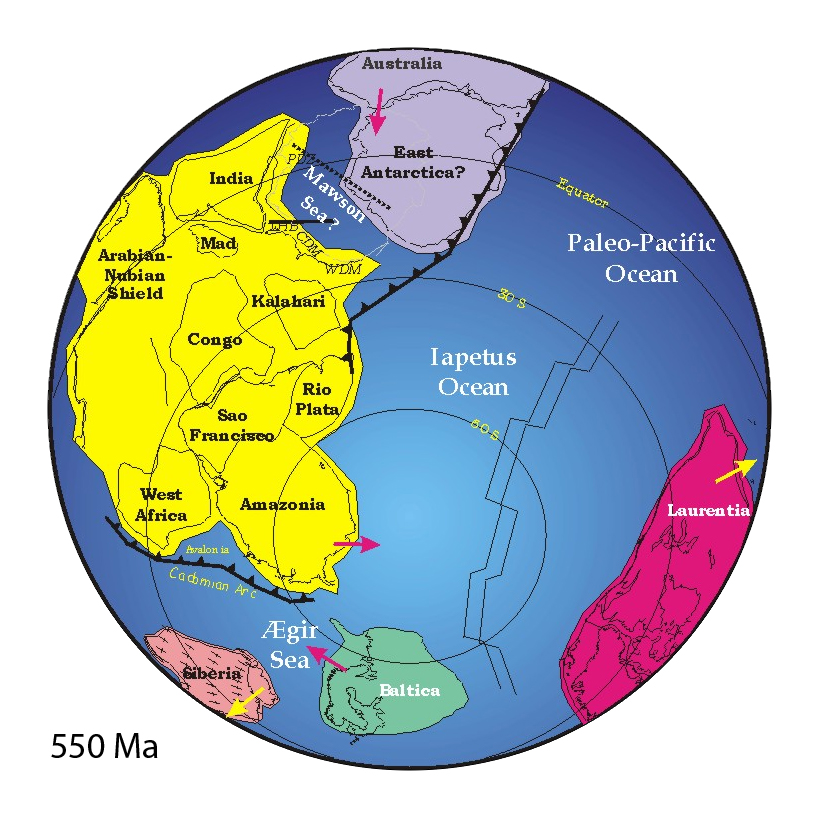
Plattentektonische Situation 550 mya. In dieser Rekonstruktion wird davon ausgegangen, dass Pannotia als echter Superkontinent nie existiert hat: Laurentia (weinrot), Sibiria (rosa) und Baltica (grün) haben sich bereits von „West-Gondwana“ (gelb) gelöst, bevor Australo-Antarktika (graublau) angedockt ist.

Pannotia, auch Vendia oder Groß-Gondwana, ist ein hypothetischer spät-neoproterozoischer Superkontinent.
Er existierte möglicherweise kurzzeitig von 600 bis 540 mya durch die Kollision einiger Kontinentalschollen mit einer sehr großen Landmasse, während andere Kontinentalblöcke bereits wieder in Ablösung von dieser Landmasse begriffen waren.
200 Millionen Jahre nach dem Zerfall Rodinias vereinigten sich die drei Bruchstücke
- Proto-Laurasia,
- der Kongo-Kraton und
- Proto-Gondwana (das übrige Gondwana außer Atlantica)

erneut zu einem Superkontinent. Das Weltklima befand sich, wie heute, in einer sogenannten Eishaus-Phase. Die Verteilung der Landmassen über die beiden Hemisphären war aber, aus heutiger Sicht, „verkehrt herum“. Australien, Teile Afrikas, Antarktika, die heutige Arabische Halbinsel und Indien lagen in den Tropen und waren daher eisfrei oder von einem Schelfmeer bedeckt. Die beiden großen chinesischen Kratone reichten bis in die gemäßigten nördlichen Breiten und waren teilweise vergletschert. Der Rest der Landmasse befand sich in den gemäßigten und polaren Breiten der Südhalbkugel und war von einem ausgedehnten Eisschild oder von Schelfeismassen bedeckt.
Am Ende seiner relativ kurzen Existenz zerfiel Pannotia in vier Kontinente:
- Laurentia
- Baltica
- Sibiria und
- Gondwana

Um 300 mya – weitere 250 Millionen Jahre später – formte sich der bislang letzte Superkontinent Pangaea.

## Entstehung
Der Superkontinent Rodinia begann zwischen 750 und 720 mya auseinanderzubrechen. Ab 630 bis 550 mya lösten sich die restlichen Kontinente und Krustenfragmente, so dass sich auch Laurentia isoliert hatte. Die Bruchstücke begannen sich jedoch in diesem Zeitraum bereits wieder neu zum letzten, neoproterozoischen Superkontinent Pannotia, auch Groß-Gondwana oder Gondwanaland genannt, zu formieren.
Die Bildung von Pannotia war geprägt durch die Pan-Afrikanische Orogenese, die sich auf den meisten Landmassen im Gondwana-Bereich ereignete. Nach den vorlaufenden neoproterozoischen Zerfalls- und Kollisionsprozessen ab etwa 780 mya entstand eine Vielzahl von Gebirgsketten, als sich die Ozeane um die Kontinente und Kratone zu schließen begannen. 
Bereits während der Rodinia-Bildung setzte ab 750 mya die Ostafrikanische Orogenese mit der Akkretion von Terranen an den Arabisch-Nubischen Schild sowie die Auffaltung des Mosambik-Gürtels einschließlich der Entstehung von Madagaskar infolge von Kontinental-Kollisionen an der Ostküste von Afrika ein. Diese Vorgänge dauerten bis etwa 550 mya. 
Eine zweite Phase folgte zwischen etwa 600 und 530 mya. Sie wurde dominiert durch die Kollision von Groß-Indien (Indien mit NO-Madagaskar, Sri Lanka und den Seychellen), Australia mit Ostantarktika und den Kratonen Kongo-São Francisco  und Kalahari. Es entstand der Kuunga Gürtel.
Dieser Gürtel enthält mehrere afrikanische Orogene zwischen den Kratonen Kongo-São Francisco und Kalahari, die südlich an den Mosambik-Gürtel anschließen und in westlicher Richtung bis zum Westende des Kraton Kongo-São Francisco verlaufen. Auf Ostantarktika hatten sich Gebirgszüge im Königin-Maud-Land entlang der Westküste gebildet.
An der südamerikanischen Ostküste fand die Brasiliano Orogenese statt, während der z. B. die Dom-Feliciano- und Ribeira- Gebirgszüge entstanden. Diese resultierten aus der Kollision zwischen den westlichen Seiten der afrikanischen Kratone Kongo-São Francisco und Kalahari sowie den östlichen Bereichen der südamerikanischen Kratone Amazonia und Rio de la Plata.
Auch auf Groß-Indien und Sri Lanka entstanden Orogene.
Zwischen 650 und 630 mya kollidierten die Kratone Kongo-São Francisco mit dem Sahara-Metakraton, Westafrika mit Amazonia (Amazonas-Schild). Der Arabisch-Nubische Schild näherte sich dem Sahara-Metakraton. Der Mosambik-Ozean zwischen der Ostküste von Afrika, Australia mit Ostantarktika und Groß-Indien begann sich zu schließen. Amazonia war noch mit der Süd-Westseite von Laurentia sowie Baltica verbunden, An der Nord-Westseite von Laurentia waren die Kratone Kalahari und Rio de la Plata  noch angedockt. Diese Landmassen lagen in südlichen subtropischen bis niedrigen Breiten. Sibiria (auch Angaraland) und der Kraton Nord-China hatten sich von Laurentia gelöst und gruppierten sich entlang des Äquators. Süd-China, Australia mit Ostantarktika, Groß-Indien und der Tarim-Block befanden sich ohne Verbindung in tropischen bis nördlichen subtropischen Breiten.
Um 600 mya kollidierten die Kratone Kongo-São Francisco und mit dem noch mit Laurentia verbundenen Rio de la Plata. Zwischen Laurentia und Amazonia begann sich ein Rift zu bilden, das ab etwa 570 mya die völlige Trennung bewirkte. Baltica hatte sich auch schon von Laurentia gelöst. Diese Konfiguration lag nun in mittleren bis niedrigen südlichen Breiten. Groß-Indien, Australia mit Ostantarktika, der Tarim-Block sowie Kalahari, Siberia und Nord-China befanden sich einzeln in nördlichen äquatorialen Breiten.
Um 550 mya hatte sich der Arabisch-Nubische Schild mit dem Sahara-Metakraton vereinigt, wodurch der Mosambik-Ozean in diesem Bereich geschlossen wurde. Der Kraton Kalahari näherte sich den Kratonen Kongo-São Francisco und Rio de la Plata. Dadurch wurde der Adamastor-Ozean geschlossen. West-Gondwana hatte sich vollends gebildet und war weiter nach Süden gedriftet, so dass Amazonia nun den Südpol tangierte. 
Baltica driftete bis in mittlere südliche Breiten und lag neben Siberia und Laurentia. Groß-Indien war in Richtung Australia mit Ostantarktika und den Tarim-Block gedriftet. Diese befanden sich wie die Kratone Nord- und Südchina in nördlichen tropischen bis subtropischen Breiten. 
Zwischen 540 und 530 mya kollidierten Australia mit Ostantarktika und Groß-Indien mit dem Tarim-Block, die zusammen als Ost-Gondwana bezeichnet werden, mit dem zuvor gebildeten West-Gondwana. Daraus entstand der Großkontinent Gondwana. 
West-Gondwana lag in mittleren bis niedrigen südlichen Breiten, während Ost-Gondwana um den Äquator gruppiert war. Laurentia, Siberia und Baltica befanden ohne Zusammenhang sich in mittleren südlichen Breiten. Die Kratone Nord- und Südchina waren in nördliche tropische bis subtropische Zonen in die Nähe von Australia gewandert. Zusammen mit Gondwana wird diese Kontinental-Konfiguration Pannotia, auch Groß-Gondwana oder Gondwanaland, genannt.

## Zerfall
Die Akkretion der Kontinentalmassen zu Pannotia war kurzzeitig und ab etwa 540 bis 530 mya stellenweise schon vom Wiederauseinanderdriften gekennzeichnet, indem sich Laurentia, Siberia und Baltica weiter von Gondwana entfernten.
Umgeben war Pannotia vom weltumspannenden Panthalassa-Ozean.

## Klima
Die Orogene auf den Kontinenten und Kratonen hatten deutlichen Einfluss auf die Strömungsverhältnisse in der Atmosphäre und die Ozeane. Insbesondere der Ostafrikanische Gürtel mit den anschließenden antarktischen Gebirgszügen (Transgondwanan Supermountain) bildeten eine etwa 8000 km lange und hohe Barriere für die vorherrschende globale Westwindzone, vergleichbar mit den heutigen Anden und Rocky Mountains. 
Im Cryogenium herrschte zwischen etwa 660 und 635 weltweit ein Eiszeitalter, die Marinoische Eiszeit. Es hatte sich zum zweiten Mal innerhalb des Proterozoikums die Schneeball Erde gebildet. Glaziale Sedimente, wie z. B. Geschiebemergel, Dropstones, Warven und Diamiktite sowie Gesteinskritzungen und paläomagnetischen Rekonstruktionen lassen eindeutig auf Vereisungen bis in Äquatornähe schließen.

## Evolutionäre Faunenentwicklung
Die massiven geologischen und klimatischen Veränderungen erzeugten vielfältige und gravierend geänderte Umgebungsbedingungen. So lieferten die Gebirge große Mengen an Sedimenten, die die Ozeanschelfe und damit potentielle neue Habitate deutlich erweiterten. Die Sedimentfracht stellte auch eine sehr ergiebige Nährstoffquelle für Lebewesen in den Meeren bereit. Außerdem erhöhte sich dadurch der Sauerstoff in der Atmosphäre. 
Insbesondere das Ende der Maronischen Eiszeit triggerte den Beginn der faunalen Evolutionsprozesse, indem die Verwitterung von Gesteinen deutlich zunahm und somit physikalische und chemische Prozesse in der Atmosphäre und den Meeren in Gang setzte. Die Temperaturen stiegen global.
Zwischen 580 und 540 mya bildeten sich in flachen, warmen Meeren in Küstennähe, aber auch in tieferen, kalten Zonen des Meeres eigentümliche Lebensgemeinschaften, die Ediacara-Fauna, heraus. Die evolutionäre Faunenentwicklung nahm ihren bedeutenden Anfang. Diese Lebewesen der Ediacara-Fauna ähneln gar nicht oder nur wenig späteren Tieren. Die Ediacara-Faunen waren hauptsächlich Einzeller, erste Vielzeller sind jedoch auch schon identifiziert worden. Höhere Tiere sind nicht bekannt, aber Eukaryoten (Lebewesen mit Zellkernen) sind schon zu Beginn gut entwickelt gewesen.
Mit Abschluss des Proterozoikums an der Wende zum Kambrium schienen die vielen Stämme des Tierreichs als Ausgang für die folgende Kambrische Explosion bereits vorhanden gewesen zu sein.